# سلول ۲
سلول ۲ (انگلیسی: The Cell 2) فیلمی در ژانر ترسناک و علمی–تخیلی است که در سال ۲۰۰۹ منتشر شد. از بازیگران آن می‌توان به کریس برونو و فرانک ویلی اشاره کرد.